# Dorceus trianguliceps
Espèce
Dorceus trianguliceps est une espèce d'araignées aranéomorphes de la famille des Eresidae.

## Distribution
Cette espèce est endémique de Tunisie.

## Description
Le mâle holotype mesure 6,5 mm et le mâle décrit par El-Hennawy en 2002 mesure 5 mm.

## Publication originale
- Eugène Simon, « Catalogue raisonné des arachnides du nord de l'Afrique (1re partie) », Annales de la Société entomologique de France, vol. 79,‎ 1911, p. 265-332 (ISSN 0037-9271, lire en ligne, consulté le 20 décembre 2020).